# Gypsophila takhtadzhanii
Gypsophila takhtadzhanii är en nejlikväxtart som beskrevs av Boris Konstantinovich Schischkin och S.S.Ikonnikov. Gypsophila takhtadzhanii ingår i släktet slöjor, och familjen nejlikväxter. Inga underarter finns listade i Catalogue of Life.